# Uegitglanis zammaranoi
Uegitglanis zammaranoi — єдиний вид роду Uegitglanis родини Кларієві ряду сомоподібних. наукова назва походить від слів Uegit — назва водойми в Єгипті та Сомалі, та glanis, що з латини перекладається як «сом» (рибу, яка може з'їсти приманку, не торкаючись гачка).

## Опис
Загальна довжина сягає 10,1 см. Голова коротка, дещо сплощена зверху. Очі невеличкі. Вуса помірної довжини. Тулуб витягнутий. Спинний плавець дуже довгий. Грудні плавці широкі, з округлими кінчиками, короткою основою. Анальний плавець помірно довгий. Хвостовий плавець широкий, короткий.
Забарвлення коричневе, плавці більші світліше за основний фон.

## Спосіб життя
Біологія погано вивчена. Віддає перевагу прісним водоймам. Є демерсальною рибою. Зустрічається у дрібних річках. Цей сом активний у присмерку. Вдень ховається в печерах на глибині 1,25 м. Живиться дрібними водними безхребетними.

## Розповсюдження
Мешкає у водоймах Сомалі — Шебелле та Джубба.